# 40441 Юнгман
40441 Юнгман (40441 Jungmann) — астероїд головного поясу, відкритий 11 вересня 1999 року.
Тіссеранів параметр щодо Юпітера — 3,387.